# 粗股肖叶甲属
粗股肖叶甲属（学名：Chrysonopa）为金花虫科的一个属。

## 下属物种
本属包括以下物种：
- 黑盾粗股肖叶甲 Chrysonopa nigroscutella Tan,1988
- 西藏粗股肖叶甲 Chrysonopa tibetana Gressitt et Kimoto,1961
- Chrysonopa viridis Jacoby, 1908